# Andrzej Milczanowski
Andrzej Stanisław Milczanowski (* 26. Mai 1939 in Riwne in Wolhynien – heute Ukraine; † 23. Juli 2024) war ein polnischer Jurist und Politiker.

## Leben
In den 1970er Jahren arbeitete der damalige Staatsanwalt und Rechtsberater mit dem oppositionellen Komitee zur Verteidigung der Arbeiter (Komitet Obrony Robotników) und 1980 trat er in die Solidarność ein. Von 1981 bis 1984 war er in Haft und wurde von Amnesty International als politischer Gefangener unterstützt.
1990 begann er seine Arbeit im polnischen Urząd Ochrony Państwa (Amt für Staatsschutz) als Stellvertretender Behördenleiter. Er wurde im August 1990 Leiter dieser Behörde und übte diese Tätigkeit bis Januar 1992 sowie von Juni bis Juli 1992 aus. Im Juli 1992 wurde er zum Innenminister in der Regierung Hanna Suchocka ernannt und bekleidete dieses Amt weiterhin in den darauf folgenden Regierungen von Waldemar Pawlak und Józef Oleksy. Er trat am 22. Dezember 1995 nach der Wahl von Aleksander Kwaśniewski zum Staatspräsidenten zurück.
Einen Tag vor Einreichung seines Rücktrittsgesuchs veröffentlichte er im Sejm Informationen über eine angebliche Zusammenarbeit des Premierministers Józef Oleksy mit den sowjetischen und russischen Geheimdiensten, was den Anfang der sog. „Olin-Affäre“ bedeutete. Die Vorwürfe gegen Oleksy wurden zwar nie bestätigt, führten aber zum Sturz der Regierung Oleksy. Die Staatsanwaltschaft klagte Milczanowski wegen Veröffentlichung von Staatsgeheimnissen an, schließlich wurde er jedoch freigesprochen.
Danach war Andrzej Milczanowski als Notar in Stettin tätig und führte eine Notarskanzlei mit seiner Frau Sławomira.